# Ewa Nalewajko
Ewa Janina Nalewajko – polska socjolożka i politolożka, profesor doktor habilitowana. Opublikowała szereg badań na temat systemów partyjnych i elit politycznych, rodzajów przywództwa politycznego, a także kwestii związanych z populizmem i demokracją. Prowadziła także badania na temat roli mitów w polityce. 
Po uzyskaniu magisterium z socjologii w Instytucie Socjologii Uniwersytetu Warszawskiego w 1980 rozpoczęła studia doktoranckie w Instytucie Filozofii i Socjologii PAN (IFiS PAN), z którym związana jest do dzisiaj. W latach 1984–1986 była asystentką a następnie adiunktem w Zakładzie Socjologii Instytutu Sportu. Doktorat uzyskała w 1985 roku. W latach 1986–1989 pełniła funkcję adiunkta w Zakładzie Zarządzania PAN, następnie w latach 1988–1990 była adiunktką w INP PAN, a jednocześnie główną specjalistką w Biurze Rzecznika Praw Obywatelskich. 
Po krótkim okresie współpracy z Instytutem Pracy i Spraw Socjalnych (1990–1991) związała się z Instytutem Studiów Politycznych PAN (ISP PAN): początkowo jako adiunkt, następnie docent, profesor nadzwyczajna, a ostatecznie profesor zwyczajna. Jednocześnie w latach 1994–1995 była adiunktem w Katedrze Socjologii Wydziału Społeczno-Ekonomicznego Szkoły Głównej Handlowej. 
Doktoryzowała się w 1985 w Instytucie Filozofii i Socjologii PAN na podstawie pracy Efektywność organizacji a oczekiwania zewnętrzne. Próba oceny terenowego organu władzy i administracji państwowej (promotor – Kazimierz Doktór). Habilitację w zakresie nauk o polityce uzyskała w 1998, przedstawiając dzieło Protopartie i protosystem? Szkic do obrazu polskiej wielopartyjności (ISP PAN). W 2015 otrzymała tytuł profesora nauk społecznych. W latach 1999–2013 wykładała również w Collegium Civitas, a w latach 2005–2008 na Wydziale Nauk Społecznych Szkoły Wyższej im. Bogdana Jańskiego oraz Zakładzie Politologii Uniwersytetu Kardynała Stefana Wyszyńskiego.